# Ultratop 50 Singles (Vlaanderen)

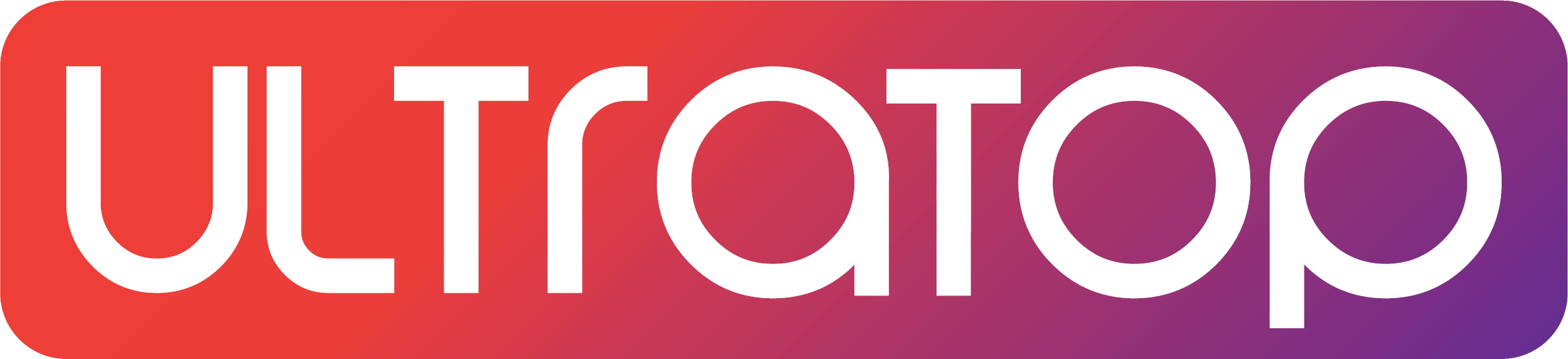
Ultratoplogo sinds 2022

Ultratop 50 Singles is de officiële hitlijst van de bestverkochte en meest gespeelde singles in Vlaanderen.

## Geschiedenis
De Ultratop bestaat sinds 1954 en is sinds 31 maart 1995 drastisch herzien verdergegaan. Bij de oprichting werden voor het opstellen van de hitlijst enkel verkoopcijfers van analoge dragers geteld, vanaf 2006 werden ook legale downloads in de cijfers opgenomen. Sinds 2016 houdt Ultratop 50 daarnaast nog rekening met het afspelen op bepaalde streamingdiensten, waarbij één keer afspelen voor minder meetelt dan een aankoop, en op de radio, waarbij het afspelen op grotere zenders en op druk beluisterde momenten meer meetelt dan op kleinere zenders en rustigere momenten.
De hitlijst wordt tegenwoordig uitgezonden op de publieke radiozender MNM.
De hitlijst werd tot eind 2008 op de publieke radiozender Donna uitgezonden met als presentatrice Caren Meynen. Sinds de stopzetting van Donna in 2009 wordt de hitlijst op MNM uitgezonden. Tot eind maart 2013 werd deze lijst door Jo Van Belle gepresenteerd, sinds april 2013 was de presentatie in handen van Bert Beauprez en dit op zondag tussen 09.30 en 13 uur. Van 13 oktober 2013 tot de zomer van 2017 nam Ann Van Elsen de presentatie over. In 2015 en 2016 werd de hitlijst een tijd lang afwisselend gepresenteerd door Bart De Raes, Daan De Scheemaeker, Wouter Van den Breen en Ann Van Elsen. Sinds september 2017 is de presentatie in handen van Wouter Van den Breen. Tussen 22 uur en 1 uur zondagnacht, wordt de Ultratop 50 Replay uitgezonden, waarin alle nummers van de hitlijst non-stop gedraaid worden.
Op de publieke radiozender Studio Brussel werd de lijst op zaterdag onder de naam Hit 50 uitgezonden. De presentatie was er in handen van Joren Carels. Omdat het programma niet langer bij de zender paste, werd de Hit 50 eind 2010 opgedoekt.
De Waalse tegenhanger van deze hitlijst heet ook de Ultratop 50.

## Uitzendingen op televisie
Van 6 september 1995 tot en met 26 november 1997 werd de Ultratop uitgezonden op TV1. Daarna was het programma van 5 december 1997 tot en met 31 december 2000 te zien op Ketnet.
Vanaf 28 januari 2001 werd de Ultratop uitgezonden bij TMF. De lijst werd tot eind 2008 op TMF gepresenteerd door Caren Meynen. Van 2008 tot 2011 presenteerde Astrid Demeure de Ultratop op TMF, nadien nam Lynn Pelgroms (en tijdelijk Sofie Engelen) de presentatie over. In oktober 2015 werd TMF opgedoekt en verdween het programma dus ook van die zender.

## Enkele records

### Langstgenoteerd op de eerste plaats sinds 1954
- Kvraagetaan van Fixkes stond op 23 juni 2007 voor de zestiende week op de nummer 1-positie. Hiermee verbraken ze het record van Las Ketchup met The Ketchup Song en Crazy Frog met Axel F, die respectievelijk vier en twee jaar lang het record hadden met twaalf weken. Op 17 januari 2020 werd het 13 jaar oude record gebroken door Dance Monkey van Tones and I. Het record werd meteen geëvenaard door de volgende nummer 1-hit in de lijst: Blinding Lights van The Weeknd. In 2025 evenaarde Pommelien Thijs dit record ook.
- In 2017 kwam Shape of You van Ed Sheeran op de tweede plaats met 15 weken. Begin 2019 kwam Ava Max met Sweet but Psycho ook voor de 15de week op rij bovenaan de lijst.
- Can't Stop the Feeling! van Justin Timberlake haalde 14 weken, net als Perfect van Ed Sheeran

| Single met hitnotering(en) in de Vlaamse Ultratop 50             | Datum van verschijnen | Datum van binnenkomst | Hoogste positie | Aantal weken | Opmerkingen      |
| ---------------------------------------------------------------- | --------------------- | --------------------- | --------------- | ------------ | ---------------- |
| Atlas (Pommelien Thijs)                                          | 2025                  | 30 maart 2025         | 1 (17wk)        | 21*          |                  |
| Blinding Lights (The Weeknd)                                     | 2019                  | 14 december 2019      | 1 (17wk)        | 75           |                  |
| Dance Monkey (Tones and I)                                       | 2019                  | 12 oktober 2019       | 1 (17wk)        | 60           |                  |
| Kvraagetaan (Fixkes)                                             | 2007                  | 24 februari 2007      | 1 (16wk)        | 36           |                  |
| Flowers (Miley Cyrus)                                            | 2023                  | 19 januari 2023       | 1 (16wk)        | 35           |                  |
| Shape of You (Ed Sheeran)                                        | 2017                  | 14 januari 2017       | 1 (15wk)        | 67           |                  |
| Sweet but Psycho (Ava Max)                                       | 2018                  | 3 november 2018       | 1 (15wk)        | 36           |                  |
| As It Was (Harry Styles)                                         | 2022                  | 09 april 2022         | 1 (14wk)        | 90           |                  |
| Can't Stop the Feeling! (Justin Timberlake)                      | 2016                  | 21 mei 2016           | 1 (14wk)        | 36           |                  |
| Perfect (Ed Sheeran)                                             | 2017                  | 7 oktober 2017        | 1 (14wk)        | 36           |                  |
| One Kiss (Calvin Harris & Dua Lipa)                              | 2018                  | 21 april 2018         | 1 (13wk)        | 31           |                  |
| The Ketchup Song (Las Ketchup)                                   | 2002                  | 24 augustus 2002      | 1 (12wk)        | 26           |                  |
| Axel F (Crazy Frog)                                              | 2005                  | 21 mei 2005           | 1 (12wk)        | 21           |                  |
| Somebody That I Used to Know (Gotye feat. Kimbra)                | 2011                  | 20 augustus 2011      | 1 (12wk)        | 61           |                  |
| Despacito (Luis Fonsi & Daddy Yankee)                            | 2017                  | 18 februari 2017      | 1 (12wk)        | 37           |                  |
| (Everything I Do) I Do It for You (Bryan Adams)                  | 1991                  | 20 juli 1991          | 1 (11wk)        | 20           | in de BRT Top 30 |
| This Is the Life (Amy Macdonald)                                 | 2008                  | 7 juni 2008           | 1 (11wk)        | 37           |                  |
| Hello (Adele)                                                    | 2015                  | 30 oktober 2015       | 1 (11wk)        | 24           |                  |
| Old Town Road (Lil Nas X feat. Billy Ray Cyrus)                  | 2019                  | 4 mei 2019            | 1 (11wk)        | 36           |                  |
| Con te partirò (Andrea Bocelli)                                  | 1996                  | 17 februari 1996      | 1 (10wk)        | 22           |                  |
| Barbie Girl (Aqua)                                               | 1997                  | 20 september 1997     | 1 (10wk)        | 28           |                  |
| Last Thing on My Mind (Steps)                                    | 1998                  | 9 mei 1998            | 1 (10wk)        | 26           |                  |
| Wild Dances (Ruslana)                                            | 2004                  | 29 mei 2004           | 1 (10wk)        | 20           |                  |
| Take Me to Church (Hozier)                                       | 2013                  | 16 augustus 2014      | 1 (10wk)        | 36           |                  |
| 7 Years (Lukas Graham)                                           | 2015                  | 2 januari 2016        | 1 (10wk)        | 26           |                  |
| Hoe het danst (Marco Borsato, Armin van Buuren, Davina Michelle) | 2019                  | 1 juni 2019           | 1 (10wk)        | 43           |                  |

### Langstgenoteerde singles sinds 1954
- As It Was van Harry Styles stond 90 weken in de lijst en is daarmee de langst genoteerde single ooit in de Ultratop 50.
- Blinding Lights van The Weeknd staat met 75 weken op de 2e plaats van de langstgenoteerde single ooit.
- I Gotta Feeling van The Black Eyed Peas stond 69 weken (waarvan 62 weken aaneengesloten) genoteerd in de Ultratop 50 en staat daarmee op de 3e plaats.

| Single met hitnotering(en) in de Vlaamse Ultratop 50      | Datum van verschijnen | Datum van binnenkomst | Hoogste positie | Aantal weken | Opmerkingen |
| --------------------------------------------------------- | --------------------- | --------------------- | --------------- | ------------ | ----------- |
| As It Was (Harry Styles)                                  | 2022                  | 09 april 2022         | 1 (14wk)        | 90           |             |
| Blinding Lights (The Weeknd)                              | 2019                  | 14 december 2019      | 1 (17wk)        | 75           |             |
| I Gotta Feeling (The Black Eyed Peas)                     | 2009                  | 18 juli 2009          | 1 (8wk)         | 69           |             |
| Shape of You (Ed Sheeran)                                 | 2017                  | 14 januari 2017       | 1 (15wk)        | 67           |             |
| Beautiful Things (Benson Boone)                           | 2024                  | 3 februari 2024       | 1 (1wk)         | 67           |             |
| Rolling in the Deep (Adele)                               | 2010                  | 29 januari 2011       | 1 (4wk)         | 62           |             |
| Somebody That I Used to Know (Gotye feat. Kimbra)         | 2011                  | 20 augustus 2011      | 1 (12wk)        | 61           |             |
| Dance Monkey (Tones and I)                                | 2019                  | 12 oktober 2019       | 1 (17wk)        | 60           |             |
| Happy (Pharrell Williams)                                 | 2013                  | 30 november 2013      | 1 (8wk)         | 60           |             |
| Birds of a Feather (Billie Eilish)                        | 2024                  | 25 mei 2024           | 7               | 58           |             |
| Lose Control (Teddy Swims)                                | 2023                  | 23 september 2023     | 1               | 56           |             |
| Someone You Loved (Lewis Capaldi)                         | 2019                  | 19 januari 2019       | 2               | 55           |             |
| Rock Around the Clock (Bill Haley & His Comets)           | 1954                  | 1 november 1955       | 2               | 54           |             |
| Sex on Fire (Kings of Leon)                               | 2008                  | 20 september 2008     | 9               | 54           |             |
| All of Me (John Legend)                                   | 2013                  | 7 december 2013       | 3               | 52           |             |
| Cold Heart (Elton John & Dua Lipa)                        | 2021                  | 4 september 2021      | 2               | 51           |             |
| Goud (Bazart)                                             | 2015                  | 20 februari 2016      | 12              | 50           |             |
| Die with a Smile (Lady Gaga & Bruno Mars)                 | 2024                  | 24 augustus 2024      | 1 (2wk)         | 49           |             |
| Move (Adam Port)                                          | 2024                  | 6 juli 2024           | 1 (1wk)         | 48           |             |
| I Follow Rivers (Lykke Li)                                | 2011                  | 3 september 2011      | 1 (4wk)         | 47           |             |
| Wake Me Up (Avicii)                                       | 2013                  | 29 juni 2013          | 1 (5wk)         | 47           |             |
| Rood (Marco Borsato)                                      | 2006                  | 13 mei 2006           | 1 (9wk)         | 46           |             |
| Set Fire to the Rain (Adele)                              | 2011                  | 16 april 2011         | 1 (2wk)         | 46           |             |
| Papaoutai (Stromae)                                       | 2013                  | 25 mei 2013           | 3               | 46           |             |
| Someone Like You (Adele)                                  | 2011                  | 16 april 2011         | 2               | 45           |             |
| Zambezi (Eddie Calvert)                                   | 1956                  | 1 juli 1956           | 2               | 44           |             |
| The Carousel Waltz (Ray Martin)                           | 1956                  | 1 december 1956       | 3               | 44           |             |
| I Follow Rivers (Triggerfinger)                           | 2012                  | 3 maart 2012          | 1 (7wk)         | 44           |             |
| Bad guy (Billie Eilish)                                   | 2019                  | 6 april 2019          | 3               | 44           |             |
| Can't Stop the Feeling! (Justin Timberlake)               | 2016                  | 21 mei 2016           | 1 (14wk)        | 43           |             |
| Let's Twist Again (Chubby Checker)                        | 1961                  | 1 november 1961       | 1 (4wk)         | 42           |             |
| You Don't Know (Milow)                                    | 2007                  | 3 maart 2007          | 3               | 42           |             |
| Alors on danse (Stromae)                                  | 2010                  | 17 april 2010         | 1 (4wk)         | 42           |             |
| Buona sera (Louis Prima)                                  | 1950                  | 1 november 1957       | 1 (5wk)         | 40           |             |
| Kus kus polka (Willy Lustenhouwer)                        | 1958                  | 1 juni 1958           | 4               | 40           |             |
| Till (Roger Williams)                                     | 1957                  | 1 april 1958          | 3               | 40           |             |
| Café zonder bier (Bobbejaan Schoepen)                     | 1959                  | 1 april 1959          | 3               | 40           |             |
| Marina (Rocco Granata)                                    | 1959                  | 1 juli 1959           | 1 (5wk)         | 40           |             |
| Een hutje op de heide (Bobbejaan Schoepen)                | 1960                  | 1 januari 1960        | 1 (1wk)         | 40           |             |
| Party Rock Anthem (LMFAO feat. Lauren Bennett & GoonRock) | 2010                  | 23 april 2011         | 1 (1wk)         | 40           |             |
| Skinny love (Birdy)                                       | 2011                  | 24 september 2011     | 3               | 40           |             |
| Formidable (Stromae)                                      | 2013                  | 15 juni 2013          | 1 (1wk)         | 40           |             |
| Are you with me (Lost Frequencies)                        | 2014                  | 15 november 2014      | 1 (5wk)         | 40           |             |
| Uptown Funk (Mark Ronson feat. Bruno Mars)                | 2014                  | 29 november 2014      | 1 (3wk)         | 40           |             |

### Andere records
- We Are the World 25 for Haiti van Artists For Haiti was de nummer 1-hit die het kortst genoteerd stond, namelijk 6 weken. Het nummer stond 1 week op 1.
- Van niets op nummer 1 kwamen binnen: For You (Peter Evrard), 1 life (Xandee), Ya 'Bout To Find Out (Joeri Fransen), Geef een teken (Artiesten Voor Tsunami 12-12), El mundo bailando (Belle Pérez), Home (Tom Helsen feat. Geike Arnaert), Mijn leven (Andy Sierens AKA Vijvenveertig feat. Hooverphonic), Papillon (The Editors), Hallelujah (Natalia feat. Gabriel Ríos), On the Floor (Jennifer Lopez feat. Pitbull), More to Me (Idool 2011 Finalisten), Zanna (Selah Sue feat. Tom Barman & The Subs), Get Lucky (Daft Punk feat. Pharrell Williams), Dat ik je mis (Maaike Ouboter), Vliegtuig (Clouseau), Running Low (Netsky feat. Beth Ditto), Do They Know It's Christmas? (Band Aid 30), Goeiemorgend, goeiendag (Stan Van Samang), Een ster (Stan Van Samang), See You Again (Wiz Khalifa feat. Charlie Puth), Rhythm Inside (Loïc Nottet), Hello (Adele), 10.000 luchtballonnen (K3), Perfect (Ed Sheeran), De wereld draait voor jou (Niels Destadsbader & Regi) en Houdini van Dua Lipa.
- De sterkste stijger naar nummer 1 was Elton John met Candle in the Wind 1997. Hij ging van 46 naar 1.
- Dear Mr. President van Pink was de eerste single die alleen via downloaden te verkrijgen is, die op nummer 1 komt.
- Milk Inc. heeft tot nu toe al 27 singles die de top 10 bereikten, wat een record is.
- Stan Van Samang heeft het record meeste nummers tegelijkertijd in de Ultratop 50. Op 9 mei 2015 stond hij met zes nummers in de lijst, waaronder de eerste 2 plaatsen, wat ook een unicum is. In feite stond hij zelfs zevenmaal in de lijst, omdat hij meezong in het nummer Iedereen is van de wereld van Thé & Vrienden.

## Invulling op de media
- Op MNM draait men de volledige lijst op zondag tussen 9 en 12 uur. Er worden vermelding gemaakt naar de top 3 van vorige week, liedjes die uit de top 50 zijn gevallen en wanneer een nieuw nummer de lijst binnenkomt. Daarnaast krijgen de hoogste nieuwkomer en sterkste stijger doorgaans een extra vermelding. Af en toe vermeldt de presentator ook wanneer een liedje de langst genoteerde of de sterkste daler is. De Ultratop 50 wordt op zondagavond tussen 21 uur en middernacht non-stop herhaald onder de noemer Ultratop 50 Replay.
- Op StuBru zond men de Hit 50 uit, als laatste gepresenteerd door Joren Carels. Er werden slecht een dertigtal van de 50 nummers uit de Ultratop gedraaid. Rond 11.30 uur was er een belspel met een overzicht van 5 nummers. De eerste beller die er het nummer kon uithalen dat niet in de lijst stond, kreeg 5 hitalbums uit de Ultratop. Eind 2010 verdween de Hit 50 uit het zendschema, omdat het programma niet langer binnen het profiel van de zender paste. In dit tijdslot hoor je nu De Afrekening met An Lemmens.
- Op TMF werd de lijst tweemaal per week uitgezonden en dat op zondag en woensdag (de herhaling) door Lynn Pelgroms tussen 14 en 17 uur. Hier zocht men een artiest uit de Ultratop. Aan de hand van een aantal tips kon men de oplossing opsturen of doormailen. In november 2015 verdween het programma samen met de zender.

## Jaaroverzicht
- 1995: Guus Meeuwis & Vagant – Het is een nacht... (Levensecht)
- 1996: Andrea Bocelli – Con te partirò
- 1997: Elton John – Something About the Way You Look Tonight / Candle in the Wind 1997
- 1998: Céline Dion – My Heart Will Go On
- 1999: Britney Spears – ...Baby One More Time
- 2000: Krezip – I Would Stay
- 2001: Geri Halliwell – It's Raining Men
- 2002: Las Ketchup – The Ketchup Song
- 2003: The Underdog Project feat. The Sunclub – Summer Jam 2003
- 2004: Xandee – 1 life
- 2005: Artiesten voor Tsunami 12-12 – Geef een teken
- 2006: Marco Borsato – Rood
- 2007: Fixkes – Kvraagetaan
- 2008: Amy Macdonald – This Is the Life
- 2009: Lady Gaga – Poker Face
- 2010: Stromae – Alors on danse
- 2011: Gotye feat. Kimbra – Somebody That I Used to Know
- 2012: Michel Teló – Ai se eu te pego!
- 2013: Avicii – Wake Me Up
- 2014: Pharrell Williams – Happy
- 2015: Bruno Mars feat. Mark Ronson – Uptown Funk
- 2016: Justin Timberlake – Can't Stop the Feeling!
- 2017: Ed Sheeran – Shape of You
- 2018: Calvin Harris en Dua Lipa – One Kiss
- 2019: Lewis Capaldi – Someone You Loved
- 2020: The Weeknd – Blinding Lights
- 2021: The Weeknd – Save Your Tears
- 2022: Harry Styles – As It Was
- 2023: Miley Cyrus – Flowers
- 2024: Benson Boone – Beautiful Things